# Colura acroloba
Colura acroloba là một loài Rêu trong họ Lejeuneaceae. Loài này được (Mont. ex Stephani) Jovet-Ast mô tả khoa học đầu tiên năm 1953.